# Juhayman al-Otaibi
 (mai 2017).
Si vous disposez d'ouvrages ou d'articles de référence ou si vous connaissez des sites web de qualité traitant du thème abordé ici, merci de compléter l'article en donnant les références utiles à sa vérifiabilité et en les liant à la section « Notes et références ».
Juhayman ibn Muhammad ibn Sayf al-Otaibi (en arabe : جهيمان بن محمد بن سيف العتيبي), né le 16 septembre 1936 et mort le 9 janvier 1980,, est un insurgé et religieux saoudien qui, en 1979, a mené la prise par un commando terroriste de la Grande Mosquée de La Mecque, le site le plus saint de l'islam, pour protester contre la monarchie saoudienne et la dynastie des Saoud.

## Biographie
Juhayman a justifié le siège en affirmant que la Maison des Saoud avait perdu sa légitimité par la corruption et l'imitation de l'Occident, un écho de la charge de son père en 1921 contre l'ancien roi saoudien Ibn Saoud. Contrairement aux dissidents anti-monarchistes antérieurs dans le royaume, Juhayman a attaqué les ulamas saoudiens pour avoir omis de protester contre des politiques qui, assurait-il, ont trahi l'islam, les a accusés d'accepter la règle d'un État dévoyé, et il affirmait que leur loyauté envers des dirigeants corrompus n'était qu'un « échange pour honneurs et richesses. » 
Le 20 novembre 1979, le premier jour de l'année islamique 1400, le Masjid al-Haram a été occupé par un groupe bien organisé de 400 à 500 hommes sous la direction d'Al-Otaibi. Le siège a duré plus de deux semaines avant que les forces spéciales saoudiennes réussissent à reprendre le contrôle de la mosquée. Le Groupe des services spéciaux du Pakistan (SSG) a également participé à l'opération. De leur côté, les forces spéciales françaises ont fourni un gaz lacrymogène spécial appelé CB (chlorobenzylidène malononitrile), qui réduit la combativité en ralentissant la respiration.
Capturé, Juhayman Al-Otaibi a été décapité par les autorités saoudiennes sur la voie publique à La Mecque le 9 janvier 1980.